# Stapfelbach (Lein)
Der Stapfelbach ist ein Bach des Albuchvorlandes im Ostalbkreis in den Teilgemarkungen Dewangen der Stadt Aalen und Laubach der Gemeinde Abtsgmünd. Nach 4 km langem Lauf nach Nordwesten mündet er wenig oberhalb des Laubacher Siedlungsplatzes Roßnagel von rechts in die untere Lein.

## Geographie

### Verlauf
Der Stapfelbach entsteht nordwestlich der Ortsmitte des Dewanger Weilers Faulherrnhof aus dem Zusammenfluss mehrerer kurzer Gräben zwischen den Flurgewannen Schafäcker, Schafwiese und Brünnlesäcker, um die herum einige sumpfige Platten verstreut sind. Der höchste Ursprung liegt auf etwa 487 m ü. NHN weniger als 200 Meter vom nächsten Haus des Ortes entfernt.
Der Bach fließt von Anfang bis Ende in teils gestreckt-gewundenem, teils mäandrierendem Lauf nach Nordwesten. Bald begleiten den anfangs nur etwa meterbreiten, zuzeiten sehr wasserarmen Bach Erlen am Ufer, unter die sich weiter abwärts auch Eschen mischen. An manchen Stellen ist diese Galerie durch angrenzende Feldgehölze etwas verbreitert.
Etwa vierhundert Meter nach dem Ursprung quert eine Erschließungsstraße den Bach, nach etwa einen Kilometer die K 3239 von Dewangen nach Reichenbach. Danach ist das Bett des Stapfelbachs stellenweise bis zu fünf Meter steil eingeböscht, er hat schnell und träge fließende Abschnitte, auf dem Grund liegen teils Kies, teils Sand und teils Schlamm, später auch schiefriger Fels.
Etwa einen halben Kilometer unterhalb der Kreisstraße quert eine davon nahe bei Dewangen abgegangene Straße zu den Weilern Bubenrain am linken Unterhang und Bernhardsdorf an der linken Wasserscheide darüber den Bach. Die inzwischen tief unterhalb der Randhöhen liegende Talsohle ist nun jenseits der Uferbäume oft von einem Nadelholzstreifen gesäumt. Das Bett des Bachs wird bis zu sieben Meter breit und hat meist steinigen, zuweilen auch felsigen Grund, auf diesem liegen auch größere Steinblöcke. Schotterbänke säumen den Bach, der sich an einigen Stellen auch in Zweige aufspaltet und auch über kleine Kaskaden läuft. Teilweise steht Fels am Ufer, das an anderen steilen Partien zum Abbrechen neigt.
Nachdem die Nadelholzbegleitung des Stapfelbachs kurz vor dem Einzelanwesen Langenhalde dauerhaft ausgesetzt hat, mäandriert der Bach stark und passiert danach in etwas Abstand nacheinander drei Teiche von zusammen etwa 0,2 ha Fläche am rechten Ufer, neben diesen ist er begradigt. Dann unterquert er die Brücke der das Leintal herabführenden L 1075 am rechten Rand der Flussaue. Weniger als 300 Meter weiter fließt er etwa einen Viertelkilometer westlich des kleinen Laubacher Ortes Roßnagel auf etwa 377,4 m ü. NHN von rechts der unteren Lein zu.
Der Stapfelbach mündet nach etwa 3,9 km langem Lauf mit mittlerem Sohlgefälle von ungefähr 28 ‰ rund 110 Höhenmeter unterhalb seiner höchsten Quelle bei Faulherrnhof.

### Einzugsgebiet
Der Stapfelbach hat ein 2,9 km² großes Einzugsgebiet, das naturräumlich zum Unterraum Albuchvorland des Östlichen Albvorlandes gerechnet wird. Die Braunjura/Schwarzjura-Grenze, die etwa entlang einer Gerade vom Südrand von Dewangen südwestwärts in Richtung Reichenbach verläuft, trennt es in einen kleineren südöstlichen Teil im Welland und einen größeren nordwestlichen in den Liasplatten über Rems und Lein. Der höchste Punkt liegt auf der südlichen Wasserscheide bei Faulherrnhof und erreicht etwa 508 m ü. NHN.
Wald ist im Einzugsgebiet selten. Außer im schmalen, zuweilen aussetzenden Auenwaldband um den Bach ab dem Mittellauf gibt es ihn nur in kleinen Inseln beim Faulherrnhof nahe der südöstlichen Wasserscheide und an der nördlichen gegenüber von Bernhardsdorf sowie vor allem am rechten Talspornhang gegenüber von Langenhalde. Im Offenland dominieren die Wiesen, Äcker liegen vor allem auf den flachen wasserscheidennahen Hochpartien.
Der etwa ein Drittel ausmachende Gebietsanteil der Gemeinde Abtsgmünd liegt überwiegend rechtsseits des Bachlaufs ab dem mittleren Tal und mündungsnah beidseits, er gehört zur Teilgemarkung Laubach und ist unbesiedelt. Der größere übrige liegt in der Stadtteilgemarkung Dewangen von Aalen. Deren Weiler Faulherrnhof steht auf der südlichen Wasserscheide, neueres Siedlungsgebiet des Dorfes Dewangen ragt etwas über die nordwestliche Wasserscheide herüber. Der kleine Weiler Bubenrain steht am linken Unterhang des Mittellaufs, der Weiler Bernhardsdorf nahebei auf der südöstlichen Wasserscheide und das Einzelanwesen Langenhalde linksseits des Unterlaufs wieder am Unterhang.
Reihum grenzen die Einzugsgebiete folgender Nachbargewässer an:
- Jenseits der nordnordöstlichen Wasserscheide fließt ein kurzer Hangwaldbachs, der an der Turmhügelburg Leinroden vorbeiläuft, zur abwärtigen Lein gegenüber von Leinroden;
- hinter der nordöstlichen Wasserscheide fließt der Dewanger Haldenbach zur Lein, er mündet noch etwas weiter flussabwärts;
- im Südosten liegt hinter nur kurzem Wasserscheidenabschnitt das Quellgebiet des zunächst Nesselbach genannten Rombachs, dessen Abfluss über die Aal noch oberhalb der Lein in den Kocher gelangt;
- im Süden liegt das Quellgebiet des Reichenbacher Laubachs, dessen Einzugsgebiet an die lange südsüdwestlichen Wasserscheide angrenzt und der, nunmehr oberhalb des Stapfelbachs, ebenfalls in die Lein mündet;
- zwischen dessen Einzugsgebiet und dasjenige des Haldenbachs zwängt sich im Westen das des nur kurzen Leintalhangbachs Kauwiesenbach.

### Zuflüsse und Seen
Der Stapfelbach hat am Oberlauf einige Zuflüsse, meist sind es sehr kurze, in geraden Stücken gezogene, wohl nur zeitweise wasserführende Gräben, deren größter jedoch etwa 0,5 km lang ist. Weiter abwärts fließt von links zwischen der Querung der K 3239 Dewangen–Reichenbach und der des Abzweigs davon nach Bernhardsdorf ein etwa ebenso langer, ebenfalls nur zeitweise wasserführender Bach mit etwas natürlicherem Gepräge zu, der nahe der linken Wasserscheide am Gewann Höfenbrunnen beginnt, und nach dieser zweiten Straßenquerung ein weiterer solcher, etwas kürzerer gegenüber von Bubenrain. Unterhalb laufen dem Stapfelbach nurmehr kurze Abflüsse von Quellen an den unteren Hängen zu.
Im sich unterhalb des Einzelanwesens Langenhalde bis zur am rechten Leintalrand verlaufenden L 1075 weitenden Talmündungtrichter liegen drei Teiche von 7 Ar, 5 Ar und 5 Ar auf etwa 392–386 m ü. NHN am rechten Ufer.

## Geologie
Die höchste mesozoische geologische Schicht im Einzugsgebiet im Einzugsgebiet ist der Opalinuston, die unterste Formation des Braunjuras, der im südöstlichen Teil von ihm ansteht und in dem der Bach auch entsteht. Bald schon erreicht der Bach den Schwarzjura und gräbt sich in diesem nacheinander durch die Schichten vom Jurensismergel bis hinunter zum Psilonotenton, den der Stapfelbach nach etwas über der Hälfte seines Laufes durchteuft hat.
Dort hat, nahe dem Dewanger Weiler Bubenrain am linken Hang, der Stapfelbach dann die oberste Schicht Knollenmergel (Trossingen-Formation) des Mittelkeupers erreicht und bald danach den darunter liegenden Stubensandstein (Löwenstein-Formation), in dessen Schichthöhe er bis zur Mündung verbleibt.
Holozäne Schwemmland-Füllungen liegen auf der Sohle des Tals und seiner zahlreichen kurzen Nebenmulden bis fast hinunter zur Grenze zwischen Jura und Keuper. Sie setzen dann im Stubensandstein, kurz nachdem der Bach eine den rechten Hang herabgerutschte Scholle umflossen hat, etwa am Einzelanwesen Langenhalde wieder ein und gehen nahe der Mündung in die den Flusslauf begleitenden Auenlehme über.

## Natur und Schutzgebiete
Die Talmulde liegt unterhalb der Stelle, wo die Straße von Dewangen nach Bernhardsdorf den Bach quert, im Landschaftsschutzgebiet Unteres Leintal mit Nebentälern. Der Abtsgmünder Gebietsanteil gehört zum Naturpark Schwäbisch-Fränkischer Wald.

### LUBW
Amtliche Online-Gewässerkarte mit passendem Ausschnitt und den hier benutzten Layern: Lauf und Einzugsgebiet des Stapfelbachs

Allgemeiner Einstieg ohne Voreinstellungen und Layer: Daten- und Kartendienst der Landesanstalt für Umwelt Baden-Württemberg (LUBW) (Hinweise)
1. 1 2 3  Höhe nach dem Höhenlinienbild auf dem Hintergrundlayer Topographische Karte.
2. ↑  Höhe nach grauer Beschriftung auf dem Hintergrundlayer Topographische Karte.
3. ↑  Länge nach dem Layer Gewässernetz (AWGN), ergänzt um ein winziges, auf der Gewässerkarte nicht berücksichtigtes Anfangsstück, das auf dem Hintergrundlayer Topographische Karte abgemessen wurde.
4. ↑  Einzugsgebiet nach dem Layer Basiseinzugsgebiet (AWGN).
5. ↑  Natur teilweise nach dem Layer Geschützte Biotope.
6. ↑  Länge abgemessen auf dem Hintergrundlayer Topographische Karte.
7. ↑  Seefläche nach dem Layer Stehende Gewässer.
8. ↑  Schutzgebiete nach den einschlägigen Layern.

### Andere Belege
1. 1 2  Hansjörg Dongus: Geographische Landesaufnahme: Die naturräumlichen Einheiten auf Blatt 171 Göppingen. Bundesanstalt für Landeskunde, Bad Godesberg 1961. → Online-Karte (PDF; 4,3 MB)
2. ↑  Geologie nach den Layern zu Geologische Karte 1:50.000 auf: Mapserver des Landesamtes für Geologie, Rohstoffe und Bergbau (LGRB) (Hinweise)